# DeAndre Liggins
DeAndre Liggins (Chicago, Illinois; 31 de marzo de 1988) es un jugador de baloncesto estadounidense que pertenece a la plantilla del Dijlah University de la Superliga de Baloncesto de Irak. Con 1,98 metros de estatura, juega en la posición de alero.

## Trayectoria deportiva

### Universidad
Jugó durante tres temporadas con los Wildcats de la Universidad de Kentucky, en las que promedió 5,8 puntos, 3,0 rebotes y 2,1 asistencias por partido. Jugó sus dos primeras temporadas como suplente, actuando como titular en la última, en la que promedió 8,6 puntos y 4,0 rebotes, siendo incluido en el mejor quinteto defensivo de la Southeastern Conference.
En abril de 2011 se declaró elegible para el Draft de la NBA, renunciando a su último año de universidad.

#### Estadísticas
| Año     | Equipo   | PJ  | PT | MPP  | %TC  | %3P  | %TL  | RPP | APP | ROB | TPP | PPP |
| ------- | -------- | --- | -- | ---- | ---- | ---- | ---- | --- | --- | --- | --- | --- |
| 2008–09 | Kentucky | 33  | —  | —    | .362 | .235 | .673 | 2.3 | 2.8 | .7  | .4  | 4.2 |
| 2009–10 | Kentucky | 29  | —  | 15.3 | .419 | .318 | .590 | 2.3 | .8  | .7  | .3  | 3.8 |
| 2010–11 | Kentucky | 38  | —  | 31.6 | .424 | .391 | .648 | 4.0 | 2.5 | 1.2 | .7  | 8.6 |
| Total   | Total    | 100 | —  | 24.6 | .407 | .332 | .643 | 3.0 | 2.1 | .9  | .5  | 5.8 |

### Profesional
Fue elegido en la quincuagésimo tercera posición del Draft de la NBA de 2011 por Orlando Magic, debutando en el mes de febrero ante Milwaukee Bucks, consiguiendo 3 puntos y 2 rebotes. El 12 de septiembre de 2012, Liggins firmó con Oklahoma City Thunder.
[actualizar]
El 22 de julio de 2020, firma con los London Lions de la British Basketball League (BBL). El 22 de marzo de 2021, se proclama campeón de la BBL Trophy, siendo además elegido MVP de la copa.
El 24 de julio de 2021, firma con Libertadores de Querétaro de la LNBP.
El 15 de septiembre de 2021 se anuncia la contratación de Liggins por el Peñarol de la Liga Uruguaya de Básquetbol.
[actualizar]
El 16 de octubre firmó por el Dijlah University de la Superliga de Baloncesto de Irak.

## Estadísticas de su carrera en la NBA

### Temporada regular
| Año     | Equipo        | PJ  | PT | MPP  | %TC   | %3P  | %TL  | RPP | APP | ROB | TPP | PPP |
| ------- | ------------- | --- | -- | ---- | ----- | ---- | ---- | --- | --- | --- | --- | --- |
| 2011-12 | Orlando       | 17  | 0  | 6.8  | .480  | .000 | .474 | .9  | .3  | .4  | .0  | 1.9 |
| 2012-13 | Oklahoma City | 39  | 1  | 7.4  | .447  | .368 | .500 | 1.4 | .4  | .5  | .1  | 1.5 |
| 2013-14 | Miami         | 1   | 0  | 1.0  | 1.000 | .000 | .000 | 1.0 | .0  | .0  | .0  | 2.0 |
| 2016-17 | Cleveland     | 61  | 19 | 12.3 | .382  | .378 | .622 | 1.7 | .9  | .7  | .2  | 2.4 |
| 2016-17 | Dallas        | 1   | 0  | 25.0 | .500  | .000 | .667 | 7.0 | .0  | 2.0 | .0  | 8.0 |
| 2017-18 | Milwaukee     | 31  | 1  | 15.5 | .338  | .306 | .400 | 1.6 | .9  | .9  | .3  | 1.8 |
| 2017-18 | New Orleans   | 27  | 3  | 9.0  | .439  | .471 | –    | 1.0 | .8  | .4  | .1  | 1.6 |
| Total   | Total         | 177 | 24 | 10.8 | .402  | .352 | .549 | 1.4 | .7  | .6  | .2  | 2.0 |

### Playoffs
| Año   | Equipo        | PJ | PT | MPP | %TC  | %3P  | %TL  | RPP | APP | ROB | TPP | PPP |
| ----- | ------------- | -- | -- | --- | ---- | ---- | ---- | --- | --- | --- | --- | --- |
| 2013  | Oklahoma City | 8  | 0  | 8.5 | .333 | .200 | .250 | 1.8 | .5  | .1  | .1  | 1.0 |
| 2018  | New Orleans   | 3  | 0  | 4.7 | .000 | -    | .500 | .3  | .0  | .0  | .0  | .3  |
| Total | Total         | 11 | 0  | 7.5 | .300 | .200 | .333 | 1.4 | .4  | .1  | .1  | .8  |